# Mornese
Mornese és un municipi situat al territori de la província d'Alessandria, a la regió del Piemont (Itàlia).
Limita amb els municipis de Bosio, Casaleggio Boiro, Montaldeo, Parodi Ligure.
Pertanyen al municipi les frazioni de Mazzarelli i Nucleo Benefizi.

## Galeria fotogràfica

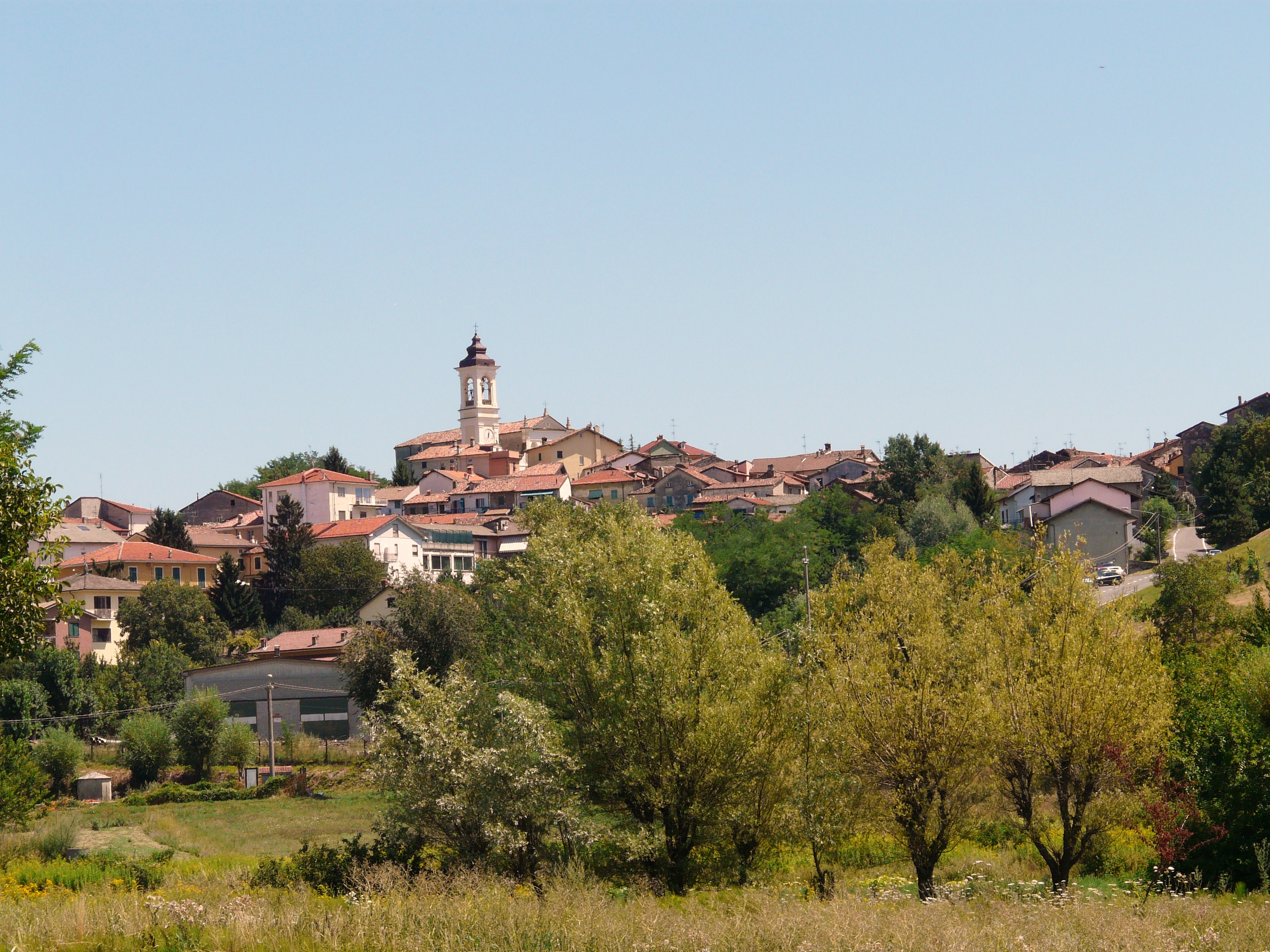
Vista del poble
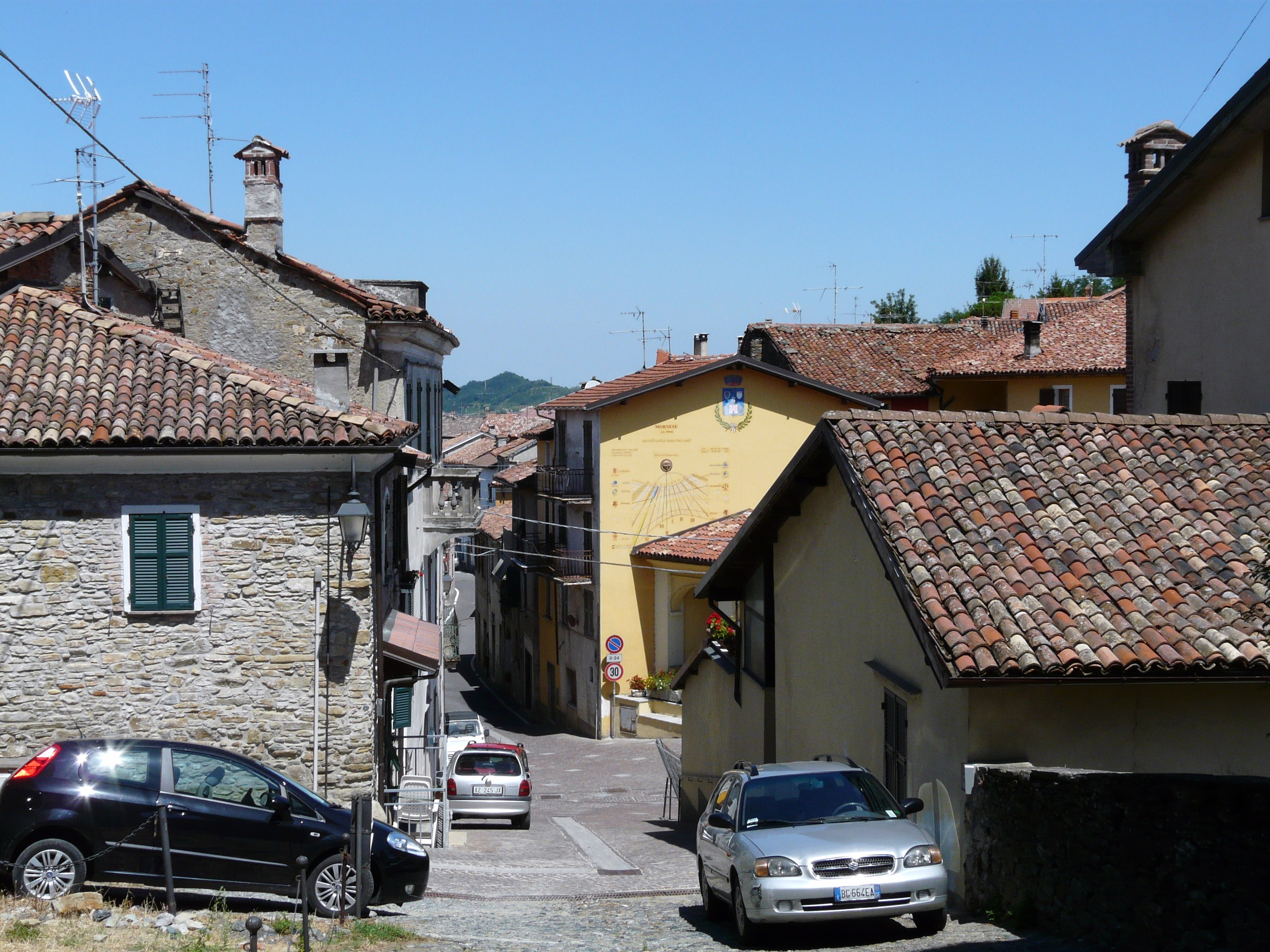
Vista des del Castell Doria
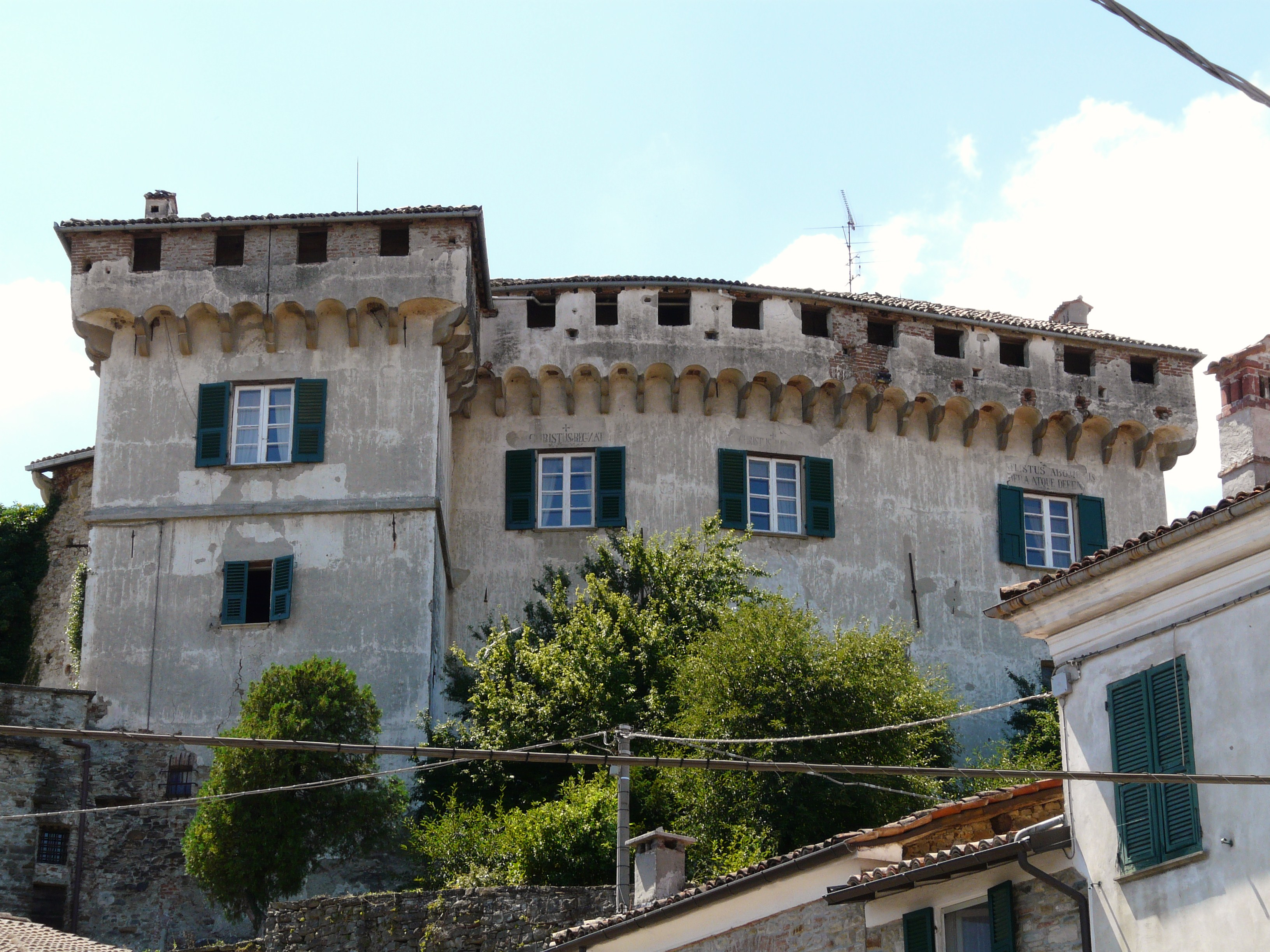
Castello Doria
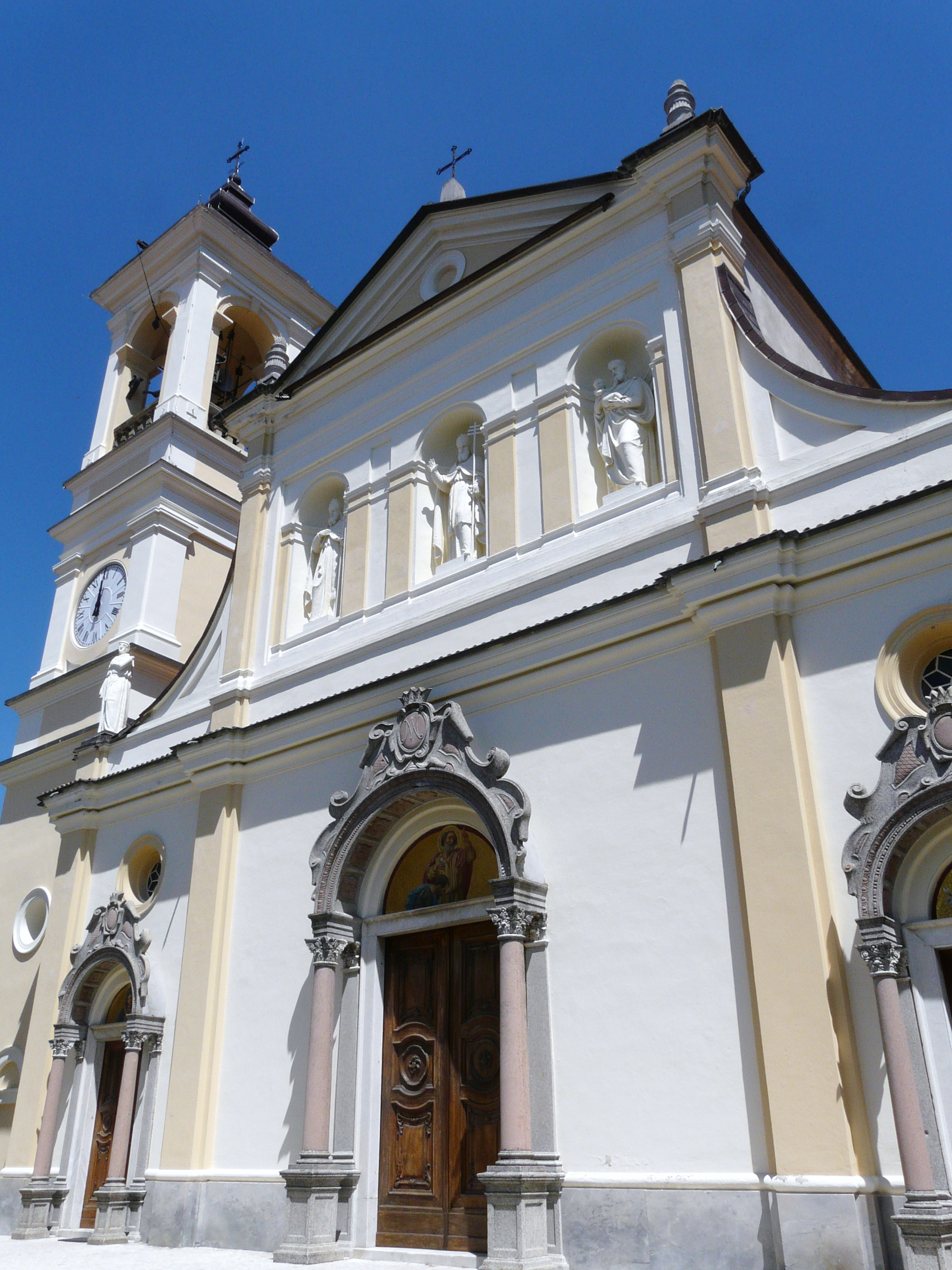
Església de Sant Silvestre
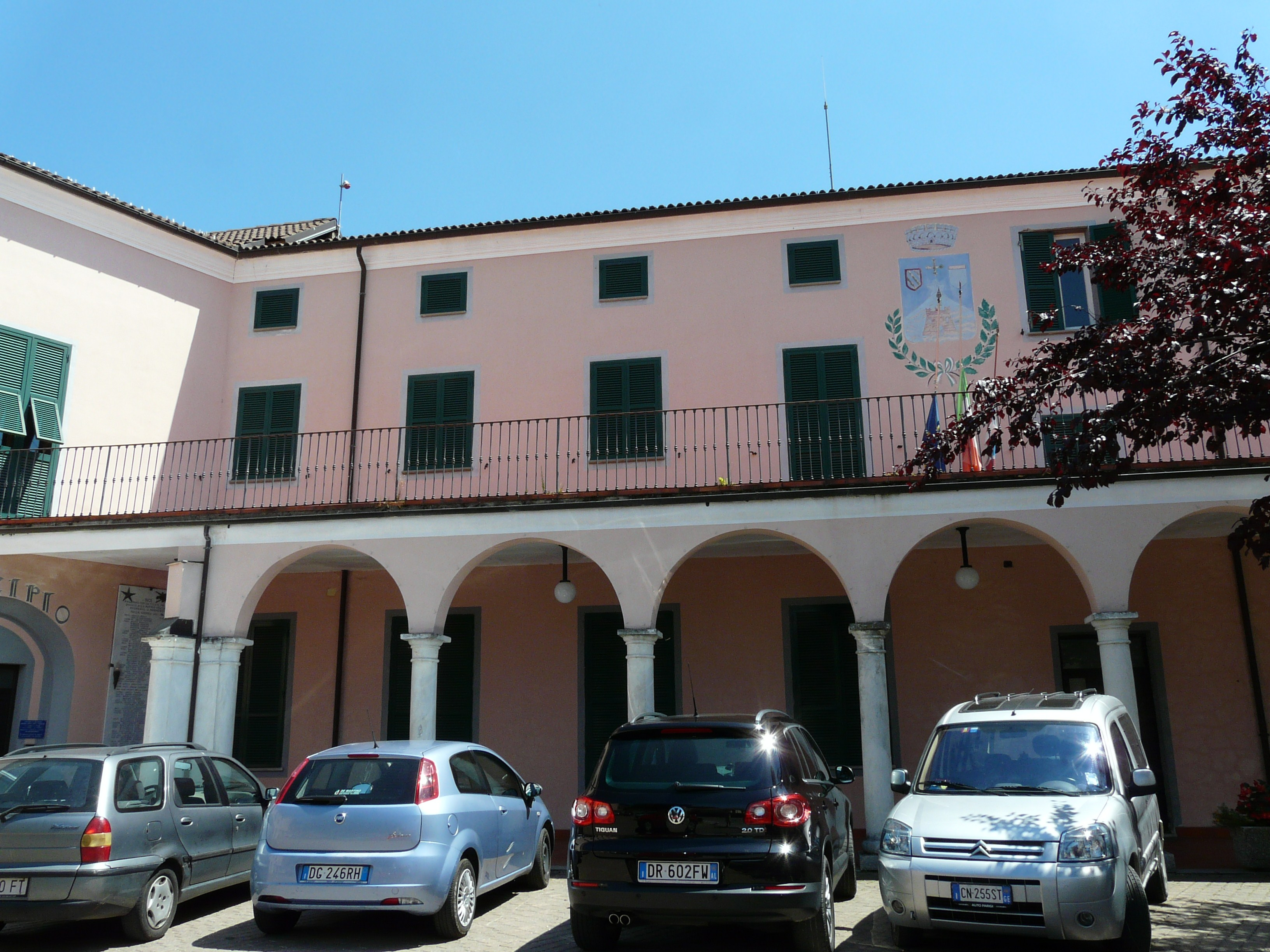
Ajuntament